# Assemblée fédérale (Allemagne)
Pour les articles homonymes, voir Assemblée fédérale.

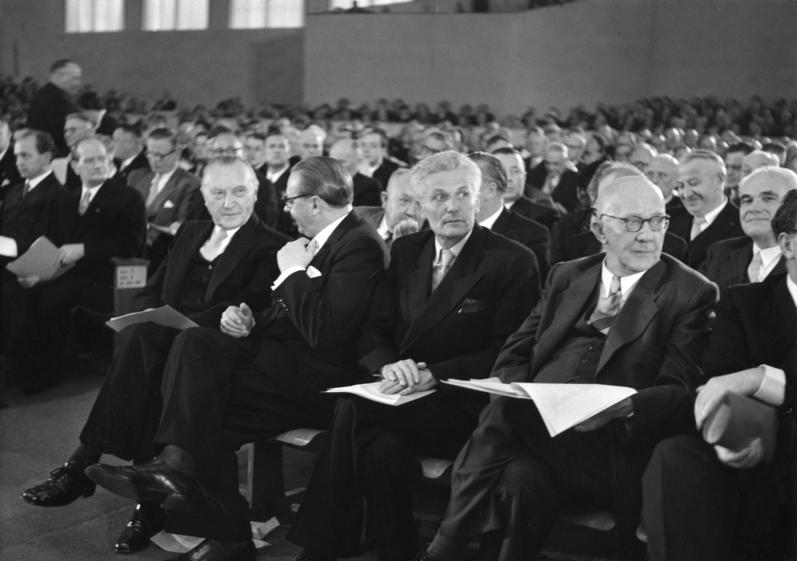
Réunion de l'Assemblée fédérale en 1954.

L'Assemblée fédérale (en allemand : Bundesversammlung) est, en Allemagne, le collège électoral chargé d'élire le président fédéral, chef de l'État. Sa fonction, sa composition et son fonctionnement sont réglés par l'article 54 de la Loi fondamentale (Grundgesetz, GG) et par la loi du 25 avril 1959 sur l'élection du président fédéral par l'Assemblée fédérale (Bundespräsidentenwahlgesetz, BPräsWG).

## Composition
Elle est composée de tous les membres du Bundestag et d'un nombre égal de représentants des Länder, élus par les Landtag (article 54 alinéa 3 GG). Immédiatement après la désignation du nombre des députés de chaque Land par le gouvernement fédéral, chaque Landtag élit au scrutin proportionnel un nombre de représentants égal à la proportion des habitants de nationalité allemande du Land (art. 2 et 4 BPräsWG).
Peut être élu membre de l'Assemblée fédérale quiconque est éligible au Bundestag (art. 3 BPräsWG) ; il n'est pas nécessaire que les représentants des Länder soient en même temps membres du Landtag qui les élit. Depuis 1989, il est de tradition que les partis élisent non seulement des représentants de la vie politique, mais aussi des arts, des sports et des médias.

## Élection du président fédéral
L'Assemblée fédérale doit se réunir au moins trente jours avant la fin du mandat du président fédéral sortant ou, en cas de décès ou démission, dans les trente jours (Art. 54 al. 4 GG). Traditionnellement, l'élection du président fédéral avait lieu le 23 mai, jour anniversaire de la promulgation de la Loi fondamentale. Elle est convoquée par le président du Bundestag, qui la préside (art. 1 et 8 BPräsWG).
Chaque membre de l'Assemblée peut nommer des candidats à la présidence ; il est permis de nommer d'autres candidats pour le deuxième et troisième tour de scrutin. Le vote est secret (art. 9 BPräsWG).
Lors des deux premiers tours de scrutin, est déclaré élu celui qui reçoit une majorité absolue des voix. À partir du troisième tour, la majorité relative suffit (art. 54 al. 6 GG). Seul Gustav Heinemann est élu à majorité relative, en 1969. Il n'est cependant pas le seul élu au troisième tour : Roman Herzog, en 1994, puis Christian Wulff, en 2010, doivent également patienter jusque-là.
L'Assemblée fédérale est dissoute dès que l'élu accepte son élection (art. 9 al. 4 et 5 BPräsWG).